# Cataulacus wissmannii
Cataulacus wissmannii é uma espécie de formiga do gênero Cataulacus, pertencente à subfamília Myrmicinae.